# جامعة غرب المجر
تأسست جامعة غرب المجر في عام 1735 ميلادية.
يرأس الجامعة شاندور فاراجو.
يسجل بالجامعة حاليا حوالي 15000 طالب في عشر كليات.